# Cereopsius nigrofasciatus
Cereopsius nigrofasciatus là một loài bọ cánh cứng trong họ Cerambycidae.